# تاکویاکی

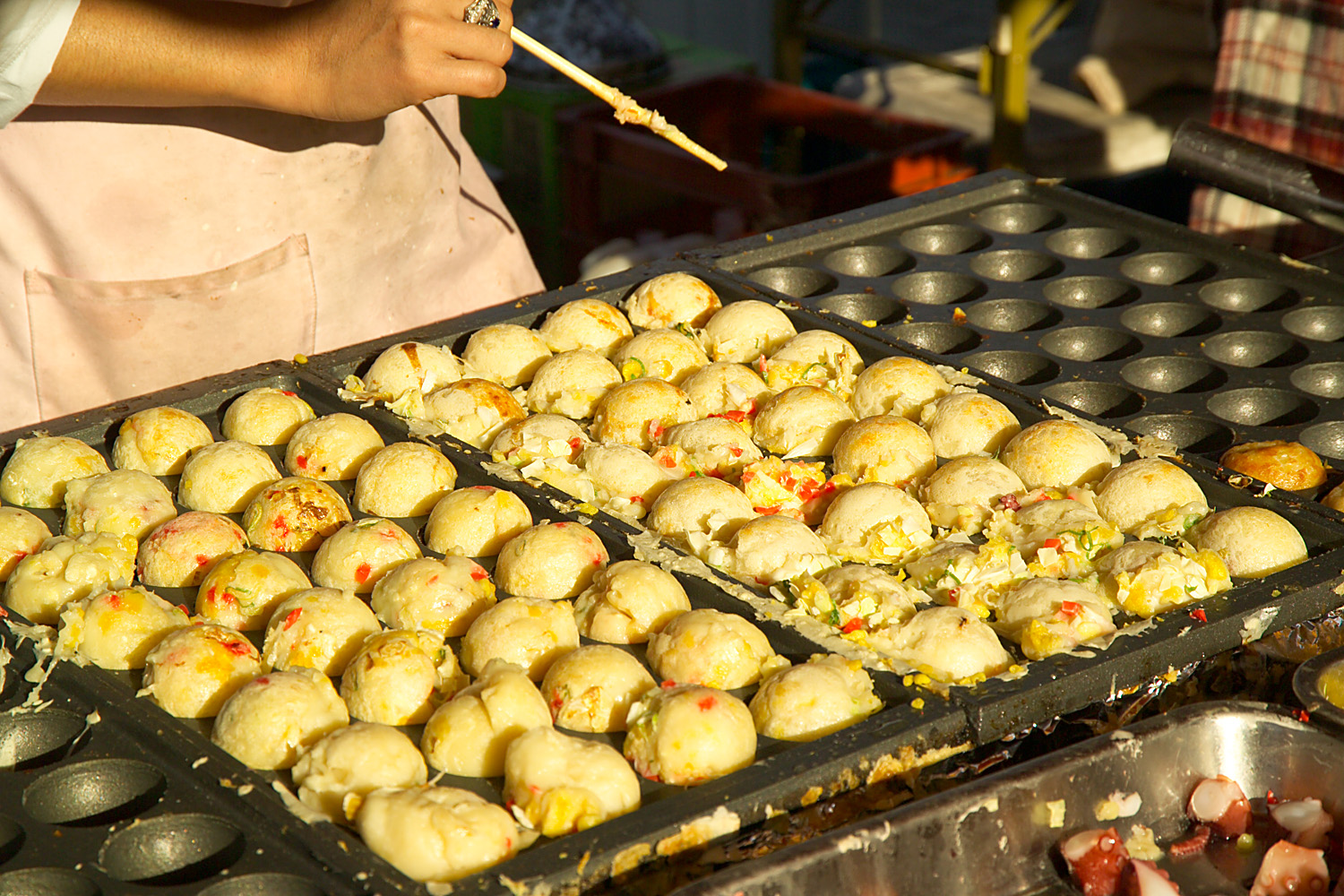
پخت تاکویاکی.

تاکویاکی (به ژاپنی: たこ焼き たこやき takoyaki) نام یک نوع غذا در آشپزی ژاپنی است. در تاکویاکی تکه‌های هشت پا (به زبان ژاپنی تاکو) در داخل خمیر آبکی آرد گندم ریخته می‌شود و توسط قالبی ویژه پخته می‌شود و در آخر پخت به صورت کره‌های ۳ تا ۵ سانتیمتری در می‌آید. تاکویاکی معمولاً به عنوان میان غذا و عصرانه خورده می‌شود. تاکویاکی معمولاً همراه بنی‌شوگا (ترشی زنجبیل) صرف می‌شود.
منشأ اصلی تاکویاکی شهر اوزاکا است. در اوزاکا غذاخوری‌های بسیاری به عرضهٔ تاکویاکی به همراه اوکونومی‌یاکی اختصاص دارند. دستور اولیهٔ تهیه تاکویاکی برای اولین بار در سال ۱۹۳۳ میلادی در اوزاکا به وجود آمده است. پس از تغییرات چند دستور پخت شکل کنونی را بخود گرفته و در سال ۱۹۳۵به نام تاکویاکی نامگذاری شده‌است.      

## نگارخانه

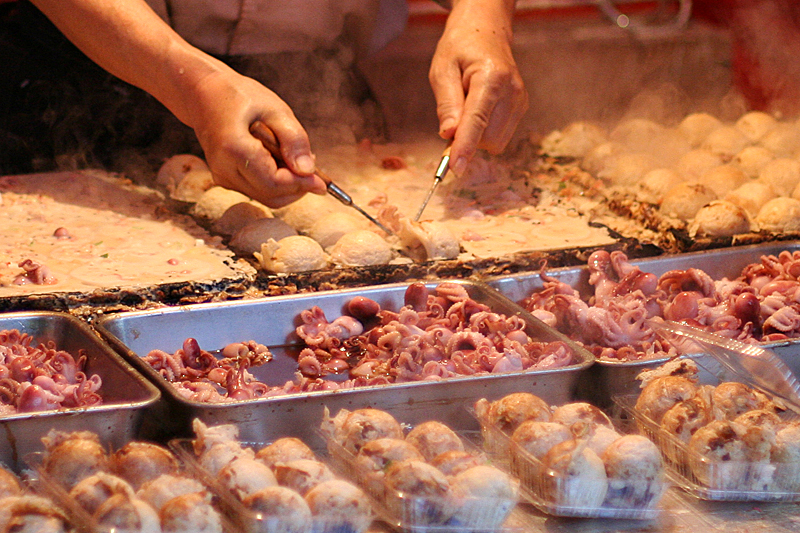
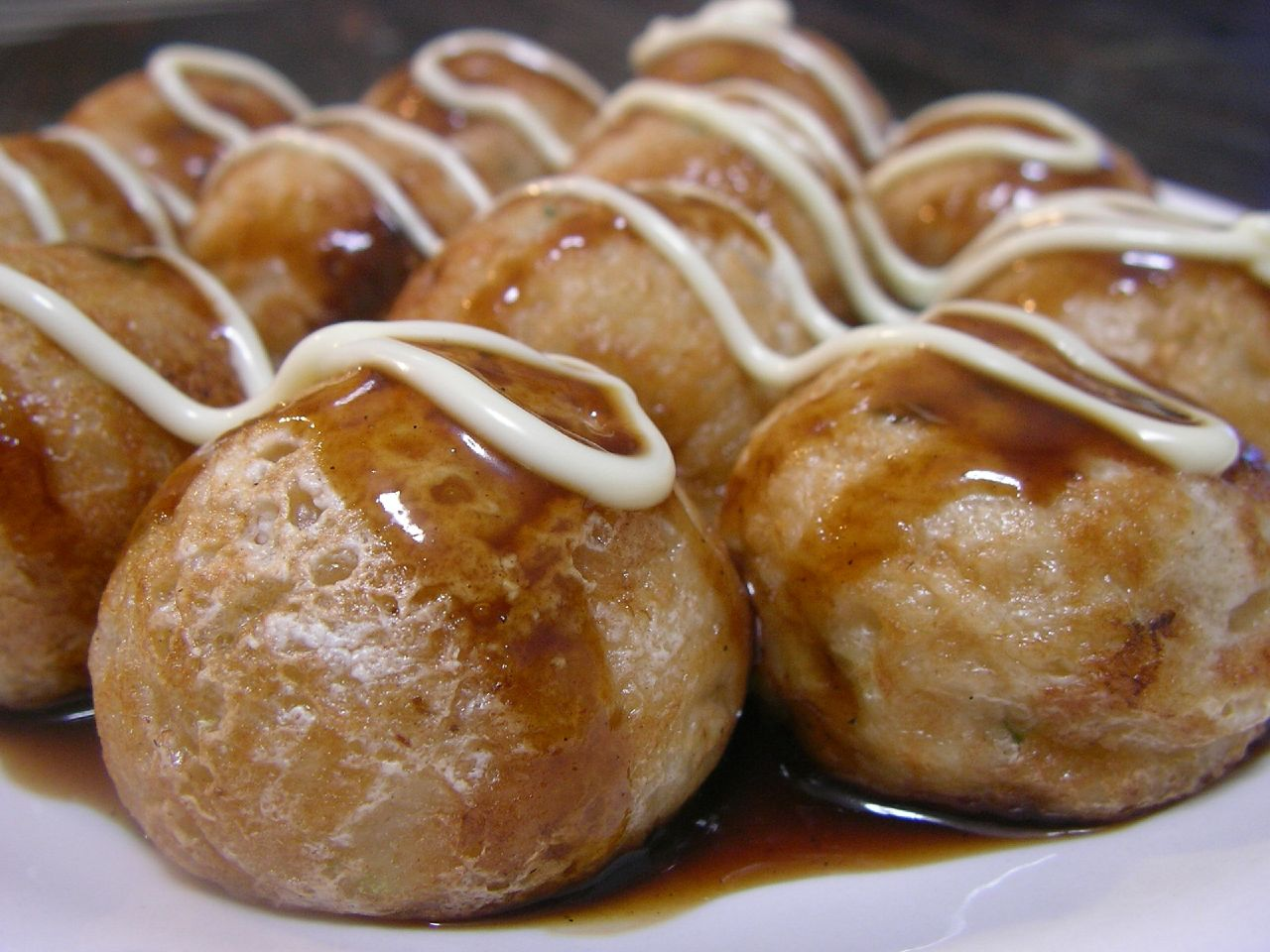
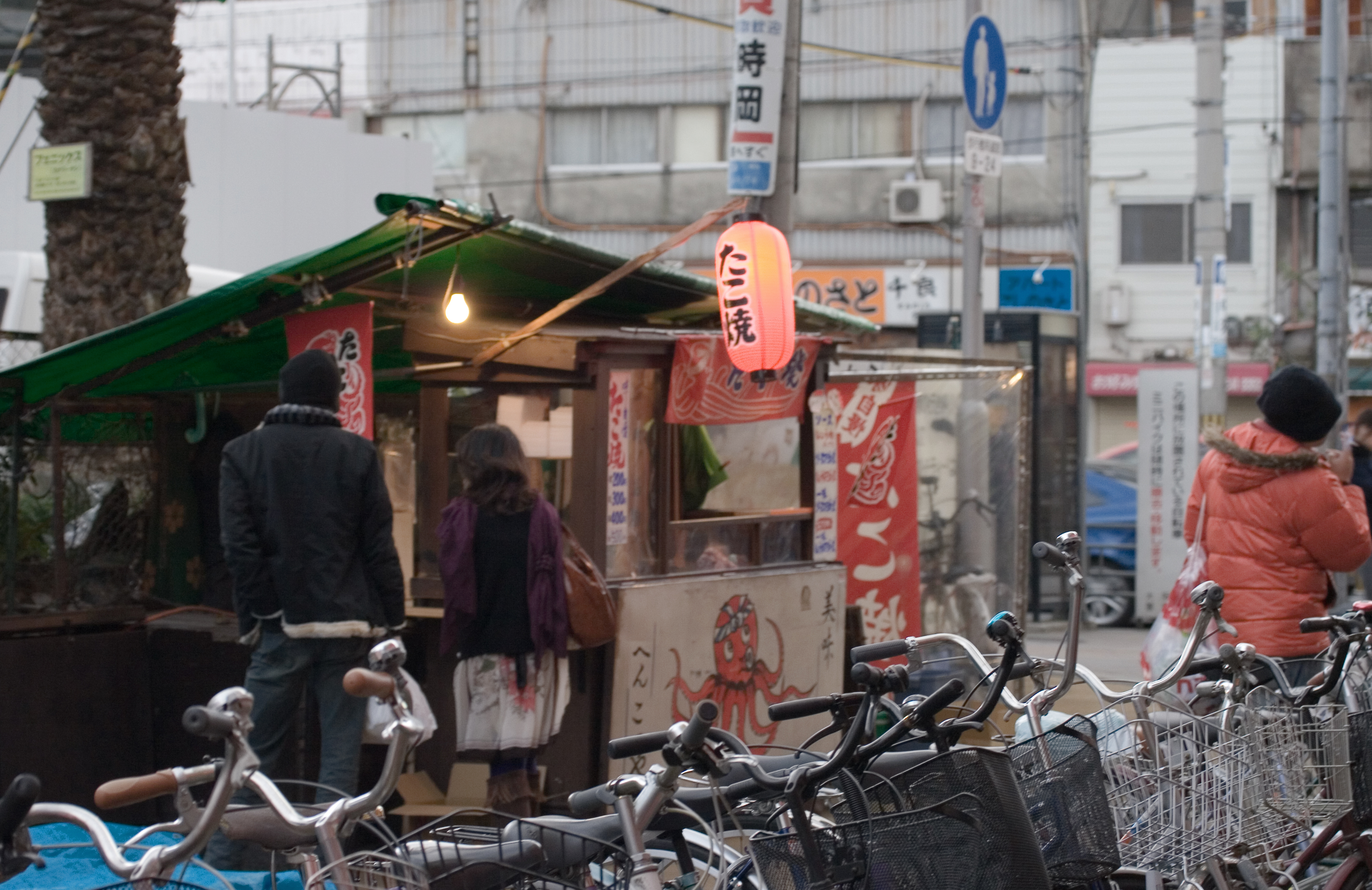
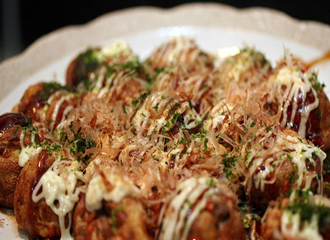